# Jürgen Säumel
Jürgen Säumel est un footballeur autrichien né le 8 septembre 1984 à Friesach. Il évolue au poste de milieu devenu entraîneur.

## Palmarès
Vierge